# Vodafone 804SS
Vodafone 804SS（ボーダフォン804SS）は、韓国のサムスン電子が開発し、ボーダフォン日本法人（現ソフトバンクモバイル）が販売しているW-CDMA/GSM通信方式のVodafone 3G（現SoftBank 3G）サービスを利用可能な携帯電話端末。2005年後半に発売されたSGH-Z540を日本向けに改良したもので、サムスン初の日本向け機種である。

## 特徴

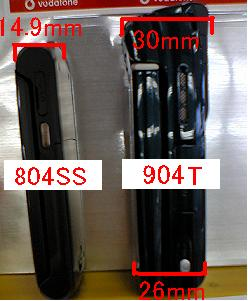
他機種との比較

薄さ14.9mmと第三世代携帯電話で発売当時世界最薄である。背面にミュージックキーを備えており、デジタルオーディオプレーヤーとしての基本機能も容易に利用できる構造である。機能面では、WordやExcelなどのドキュメントビューアの搭載、140MBの大容量内蔵メモリ（従来端末では8 - 15MB）などの特長をもつ。なお、外部メモリ（メモリーカード）には対応していない。
従来のボーダフォン海外機種で問題であったユーザインタフェースについては、海外仕様（サムスン仕様）ではなく日本向け仕様となっている。なお、海外においては、ユーザインタフェースがサムスン仕様になっているものの、Samsung SGH-Z540としてほぼ同じ形状／スペックの機種が販売されている。

## 評判
薄さにおいて今までの携帯電話の常識を覆す端末である点に評判がある。だが赤外線通信(IrDA)が搭載されていなかったり、マクロ撮影ができなかったりと、一部の機能が使えないことへの不満の声もある。ユーザインタフェースは、今までのボーダフォンの海外端末とは大きく違い日本国内の多くの端末に似た仕様で、そのうえムービーのメニューなど独特の機能が追加されている点で評価が高い。
薄型デザインについては、モトローラの人気機種RAZRとの類似性が指摘されている。

## 不具合
発売当初は以下の不具合の存在が発表されていた。
- 連結されたSMSが開けない場合がある
- MMSの件名によっては、本文を開けない場合がまれにある
- 着信通知が表示された状態では、メイン液晶の時計表示が止まる
- vCard・vCalendarの取り込み不良が起こる場合がまれにある
- データフォルダの並べ替えをしても、いったん閉じると元に戻る

これらの不具合に対し、ボーダフォンは「全て仕様」と回答し、その仕様（不具合）に納得した購入者のみに端末を販売していた。
その後、2006年5月頃にバージョンアップされ、それ以降に売られている端末ではほとんどの不具合は解消している。
ただし発売当初に買ったユーザに対するバージョンアップは行われていない。
その他、公表されていない問題として、再生ボタン等の誤動作が多くみられる。

## 沿革
- 2005年10月14日　テュフ・ラインランド・ジャパンによる技術基準適合証明の工事設計認証（工事設計認証番号005XYAA0010）
- 2005年11月11日　テュフ・ラインランド・ジャパンによる技術基準適合証明の工事設計認証（工事設計認証番号005XYAA0011、005NYDA0046）
- 2006年1月10日　 テュフ・ラインランド・ジャパンによる技術基準適合認定の設計認証 （設計認証番号A06-0005005）
- 2006年3月25日　 発売